# Gustav Schilling
Pour les articles homonymes, voir Schilling.
Friedrich Gustav Schilling, né le 3 novembre 1805 à Schwiegershausen (un quartier d'Osterode am Harz), et mort en mars 1880 à Crete dans le Nebraska, est un musicologue, éditeur et lexicographe allemand.

## Biographie
Gustav Schilling naît le 3 novembre 1805 à Schwiegershausen.
Comme d'autres de sa génération, Gustav Schilling, fils de pasteur, reçoit une éducation musicale et théologique, en partie par son père pour la première, et par des professeurs de Göttingen et de Halle pour la seconde.
De 1830 à 1836, il est directeur d'une école de musique à Stuttgart, fondée par Franz Stöpel, mais il abandonne cette activité pour devenir écrivain indépendant en théologie et en politique, ainsi qu'en musique.
Il a recours à des moyens frauduleux pour s'assurer de nouvelles sources de revenus. Il vit à Stuttgart jusqu'en 1857 et se rend ensuite à New-York, accompagné d'une réputation très ambiguë. Le 23 décembre 1862, la cour d'assises d'Esslingen le condamne par contumace « à une peine de réclusion de dix ans » pour des dettes d'un montant de 150.000 florins et pour falsification de lettres de change.
Gustav Schilling meurt en mars 1880 à Crete dans le Nebraska.

## Publications
- De Revelatione divina. Diss. phil., 1829
- Relatio affectuum ad summam facultatem cognoscendi. Diss. phil., 1830
- Was ist Schuld an den heillosen Gährungen und Unruhen unserer Tage, und wodurch kann ihnen abgeholfen werden? Ein Wort seiner Zeit für Jedermann. Stuttgart 1830
- Musikalisches Handwörterbuch nebst einigen vorangeschickten allgemeinen philosophisch-historischen Bemerkungen über die Tonkunst. 1830
- Aesthetische Beleuchtung des Königlichen Hof-Theaters zu Stuttgart. Ein zeitgemäßes Wort an alle Theater-Direktionen, alle Künstler und das gesammte Kunst liebende Publikum. Stuttgart 1832
- Briefe über die äußere Canzel-Beredtsamkeit oder die kirchliche Declamation und Action. Stuttgart 1833; 2. verbesserte Auflage 1838, Erster Band, 1833, Zweiter Band, 1833
- Die Kunst der äusseren Kanzel-Beredtsamkeit, oder die Lehre von der kirchlichen Declamation und Action. 2. Auflage. Stuttgart 1845, books.google.de
- Encyclopädie der gesammten musikalischen Wissenschaften, oder Universal-Lexicon der Tonkunst, 6 Bände und ein Zusatzband, Stuttgart 1835–1838 (2. Auflage 1840–1842) (Digitalisate Google, Digitalisate Hathi Trust)
  - volume 1, 1835, A – Bq (URN : nbn:de:bvb:12-bsb10600488-3 )
  - volume 2, 1835, Braga – F-Moll ( URN : nbn:de:bvb:12-bsb10600489-3 )
  - volume 3, 1836, Fockerodt – Irland ( URN : nbn:de:bvb:12-bsb10600491-6 )
  - volume 4, 1837, Irregulärer Durchgang – Morin ( URN : nbn:de:bvb:12-bsb10600492-2 )
  - volume 5, 1837, Moritz – Ries ( URN : nbn:de:bvb:12-bsb10600493-7 )
  - volume 6, 1838, Riesenharfe – Zyka ( URN : nbn:de:bvb:12-bsb10600494-3 )
  - supplément, 1842 ( URN : nbn:de:bvb:12-bsb10810234-0 )
- Versuch einer Philosophie des Schönen in der Musik, oder Aesthetik der Tonkunst. Zugleich ein Supplement zu allen grösseren musikalischen Theorieen, und ein Hand- und Lesebuch für die Gebildeten aus allen Ständen zur Förderung eines guten Geschmacks in musikalischen Dingen. Mainz 1838, disponible sur Internet Archive
- Allgemeine Generalbasslehre, mit besonderer Rücksicht auf angehende Musiker, Organisten und gebildete Dilettanten. Darmstadt 1839, books.google.de
- Polyphonomos oder die Kunst, in sechsunddreißig Lectionen sich eine vollständige Kenntniß der musikalischen Harmonie zu erwerben. Ein Lehrbuch, zugleich zur Weckung und Förderung einer ächten musikalischen Bildung. Stuttgart 1839, disponible sur Internet Archive
- Jahrbücher des Deutschen Nationalvereins für Musik und ihre Wissenschaft, Karlsruhe 1839–1842 (Digitalisate Google)
  - Jg. 1 (1839) disponible sur Internet Archive
  - Jg. 2 (1840) disponible sur Internet Archive
  - Jg. 3 (1841) disponible sur Internet Archive
  - Jg. 4 (1842) disponible sur Internet Archive
- Populäre Einleitung in die sämmtlichen Schriften des neuen Testaments für den gebildeten Christen jedes Standes und jeder Confession, besonders den Religionslehrer deutscher Volksschulen, Reutlingen 1840
- Lehrbuch der allgemeinen Musikwissenschaft oder dessen, was Jeder, der Musik treibt oder lernen will, nothwendig wissen muß. Nach einer neuen Methode, zum Selbstunterricht, und als Leitfaden bei allen Arten von praktischem wie theoretischem Musikunterricht. Karlsruhe 1840, books.google.de
- Geschichte der heutigen oder modernen Musik. In ihrem Zusammenhange mit der allgemeinen Welt- und Völkergeschichte. Karlsruhe 1841, disponible sur Internet Archive
- Das Musikalische Europa, oder Sammlung von durchgehends authentischen Lebens-Nachrichten über jetzt in Europa lebende ausgezeichnete Tonkünstler, Musikgelehrte, Componisten, Virtuosen, Sänger &c. &c. Speyer 1842, disponible sur Internet Archive
- Leitfaden zum Unterrichte und zur eigenen Unterweisung in der Harmonielehre, insbesondere nach des Verfassers System derselben (Polyphonomos). In katechetischer Form bearbeitet. Stuttgart 1842, disponible sur Internet Archive
- Der Pianist oder die Kunst der Clavierspiels in ihrem Gesammtumfange theoretisch-praktisch dargestellt. Osterode 1843, disponible sur Internet Archive
- Musikalische Dynamik oder die Lehre vom Vortrage in der Musik. Kassel 1843, disponible sur Internet Archive
- Geschichte des Hauses Hohenzollern in genealogisch fortlaufenden Biographien aller seiner Regenten von den ältesten bis auf die neuesten Zeiten. Nach Urkunden und andern authentischen Quellen, Leipzig 1843 (Digitalisat)
- Franz Liszt. Sein Leben und Wirken, aus nächster Beschauung dargestellt. Stuttgart 1844, disponible sur Internet Archive
- Sicherer Schlüssel zur Kunst der Clavier-Virtuosität. Stuttgart 1844, disponible sur Internet Archive
- Musikalischer Autodidakt oder Anleitung zu vollständiger Kenntniss der musikalischen Harmonie durch Selbstunterricht. 1846
- Beethoven-Album. Ein Gedenkbuch dankbarer Liebe und Verehrung für den grossen Toten, gestiftet und beschrieben von einem Vereine von Künstlern und Kunstfreunden aus Frankreich, England, Italien, Deutschland, Holland, Schweden, Ungarn und Russland. Stuttgart o. J. [1846]
- Musikalisches Conversations-Handwörterbuch, enthaltend die Erklärung sämmtlicher in das Bereich der theoretischen und praktischen Musik gehörender Gegenstände, Kunstausdrucke, Schriftzeichen &: für Künstler und Dilettanten, Sänger und Instrumentalisten, Lehrer und Lernende der Musik. Stuttgart 1849
- Musikalische Didaktik oder die Kunst des Unterrichts in der Musik. Ein nothwendiges Hand- und Hülfsbuch für alle Lehrer und Lernende der Musik, Erzieher, Schulversteher, Organisten, Volksschullehrer etc. Eisleben 1851, disponible sur Internet Archive
- Allgemeine Volksmusiklehre oder didaktische Darstellung alles dessen, was der Musikunterricht in sämmtlichen Schulen, von den Gymnasien und höheren Töchterschulen an bis herab zur geringsten Dorfschule, sowie in den verschiedenen dilettantischen Vereinen, als Liedertafeln, Liederkränzen, Harmonien &c. &c. zur Erreichung seines eigentlichen Bildungszwecks notwendig zu lehren hat. Augsburg 1852, disponible sur Internet Archive
- Der Ocean, oder physisch-geographisch-historische Beschreibung des Weltmeers und seiner einzelnen Theile, Stuttgart Verlags-Bureau(1845, 1849)